# Меліпеуко
Меліпеуко (ісп. Melipeuco) - селище в Чилі. Адміністративний центр однойменної комуни. Населення - 2333 особи (2002). Селище і комуна входить до складу провінції Каутин і регіону Арауканія.
Територія комуни – 1107,3 км². Чисельність населення – 5520 осіб (2007). Щільність населення - 4,99 чол./км².

## Розташування
Селище розташоване за 78 км на схід від адміністративного центру області міста Темуко.
Комуна межує:
- на півночі - з комуною Куракаутин
- на північному сході - з комуною Лонкімай
- на сході — з провінцією Неукен (Аргентина)
- на півдні - з комунами Кунко, Курареуе
- на заході - з комуною Кунко
- на північному заході - з комуною Вількун

## Демографія
Згідно з даними, зібраними під час перепису Національним інститутом статистики, населення комуни становить 5520 осіб, з яких 2780 чоловіків та 2740 жінок.
Населення комуни становить 0,59% від загальної чисельності населення регіону Арауканія. 62,4% належить до сільського населення та 37,6% - міське населення.